# Isotopes du meitnérium
Le meitnérium (Mt, numéro atomique 109) est un élément synthétique, il n'a donc pas d'isotope stable. Le premier radioisotope à avoir été synthétisé est le 266Mt en 1982 (c'est aussi le seul isotope à avoir été synthétisé directement, tous les autres sont des produits de désintégration d'éléments plus lourds). Huit isotopes ont été décrits, du 266Mt au 278Mt. La découverte de deux isomères nucléaires n'a pas encore été confirmée. L'isotope à plus longue demi-vie est le 278Mt, avec une période radioactive de 8 secondes.

## Table
| symbole du nucléide | Z(p)                 | N(n)                 | masse isotopique (u) | demi-vie        | mode(s) de désintégration | isotope(s) fils | spin nucléaire |
| symbole du nucléide | énergie d'excitation | énergie d'excitation | énergie d'excitation | demi-vie        | mode(s) de désintégration | isotope(s) fils | spin nucléaire |
| ------------------- | -------------------- | -------------------- | -------------------- | --------------- | ------------------------- | --------------- | -------------- |
| 266Mt               | 109                  | 157                  | 266,13737(33)#       | 1,2(4) ms       | α                         | 262Bh           |                |
| 268Mt               | 109                  | 159                  | 268,13865(25)#       | 21(+8−5) ms     | α                         | 264Bh           | (5+), (6+)     |
| 268mMt              | 0+X keV              | 0+X keV              | 0+X keV              | 0,07(+10−3) s   | α                         | 264Bh           |                |
| 270Mt               | 109                  | 161                  | 270,14033(18)#       | 0,57 s          | α                         | 266Bh           |                |
| 270mMt              |                      |                      |                      | 1,1 s ?         | α                         | 266Bh           |                |
| 274Mt               | 109                  | 165                  | 274,14725(38)#       | 0,45 s          | α                         | 270Bh           |                |
| 275Mt               | 109                  | 166                  | 275,14882(50)#       | 9,7(+460−44) ms | α                         | 271Bh           |                |
| 276Mt               | 109                  | 167                  | 276,15159(59)#       | 0,72(+87-25) s  | α                         | 272Bh           |                |
| 277Mt               | 109                  | 168                  | 277,15327(82)#       | ~5 ms,          | FS                        | (divers)        |                |
| 278Mt               | 109                  | 169                  | 278,15631(68)#       | 7,6 s           | α                         | 274Bh           |                |

1. ↑  Produit de désintégration du 272Rg
2. 1 2  Isomère non confirmé
3. ↑  Dans la chaîne de désintégration du 278Nh
4. ↑  Dans la chaîne de désintégration du 282Nh
5. ↑  Dans la chaîne de désintégration du 287Mc
6. ↑  Dans la chaîne de désintégration du 288Mc
7. ↑  Dans la chaîne de désintégration du 293Ts
8. ↑  Dans la chaîne de désintégration du 294Ts